# تمرد كندا السفلى
تمرد كندا السفلى، ويشار إليه عمومًا باسم حرب الوطنيين بالفرنسية، هو الصراع المسلح في الفترة 1837-1838 بين متمردي كندا السفلى (جنوب كيبك الآن) وقوتها الاستعمارية البريطانية. وشكّل مع التمرد المتزامن في المستعمرة المجاورة، كندا العليا (جنوب أونتاريو الآن)، تمردات 1837-1838.
نتيجة للتمردات، أُنشئت مقاطعة كندا من كندا السفلى وكندا العليا السابقتين.

## نبذة تاريخية
سُبق التمرد بما يقارب ثلاثة عقود من الجهود المبذولة للإصلاح السياسي في كندا السفلى، الذي قاده منذ أوائل العقد الأول من القرن التاسع عشر جيمس ستيوارت ولويس جوزيف بابينو، اللذان شكلا الحزب الوطني وطالبا بالمساءلة من الجمعية العامة المنتخبة وحاكم المستعمرة المعيّن. بعد القانون الدستوري لعام 1791، أصبح بإمكان كندا السفلى أن تنتخب مجلسًا للنواب، ما أدى إلى صعود حزبين: الحزب الإنجليزي والحزب الكندي. تألف الحزب الإنجليزي في معظمه من التجار الإنجليز والبرجوازيين وحظي بدعم البيروقراطيين والعائلات الإقطاعية النبيلة. بينما تألف الحزب الكندي من الأرستقراطيين، الفرنسيين أو الإنجليز. لم تشارك الكنيسة الكاثوليكية علانية في أي حزب سياسي لكنها كانت تميل إلى دعم الحزب الإنجليزي. بوجود السلطة في متناول الشعب، كانت طبقة رجال الأعمال الكنديين الفرنسيين أحوج إلى دعم الشعب من دعم طبقة رجال الأعمال البريطانيين. ولأن معظم السكان في كندا السفلى من الكنديين الفرنسيين، فإن معظم الذين انتُخبوا في مجلس النواب كانوا ناطقين بالفرنسية ودعموا طبقة رجال الأعمال الكنديين الفرنسيين. أوهم مجلس النواب الكنديين الفرنسيين بالتمتع بالسلطة، إذ قدّم المجلسان التنفيذي والتشريعي المشورةَ للحاكم الذي بإمكانه استخدام الحق في نقض أي تشريع. تشكّل كلا المجلسين من أشخاص اختارهم الحزب الإنجليزي. سيطرت على المجلس التشريعي المعيّن مجموعة صغيرة من رجال الأعمال المعروفين باسم شاتو كليك، وهو يقابل عهد العائلة في كندا العليا.
حصل تغير جذري في اقتصاد كندا السفلى في أوائل القرن التاسع عشر، إذ بدأ الخشب يصبح أكثر أهمية من تجارة الفراء أو الزراعة، ما أثار مخاوف أولئك الذين يعملون في الحقول. بدأ النشطاء في كندا السفلى يسعون للإصلاح في فترة من الحرمان الاقتصادي للأغلبية الناطقة بالفرنسية والمواطنين الناطقين باللغة الإنجليزية من الطبقة العاملة. عارض التمرد إجحاف الحكم الاستعماري على النحو الذي عيّن فيه التاج الحاكم والمجلس الأعلى للسلطة التشريعية. كان العديد من قادته والمشاركين فيه من المواطنين الناطقين بالإنجليزية في كندا السفلى. شعر المتحدثون بالفرنسية أن المتحدثين بالإنجليزية كانوا ممثَّلين بشكل غير متكافئ في المجالات المربحة من البنوك وتجارة الأخشاب والنقل.
كان السير جيمس هنري كريغ الحاكم في الفترة بين عامي 1807-1821. واجه كريغ أزمات متعددة. دعا إلى الانتخابات ثلاث مرات خلال 16 شهرًا لأنه لم يكن راضيًا عن الأشخاص المنتخَبين رغم أنهم كانوا نفسهم في كل مرة. اعتقد كريغ أن الحزب الكندي وأنصاره أرادوا جمهورية كندية فرنسية. وخشي من تعاون الحزب الكندي لو حاولت الولايات المتحدة غزو كندا السفلى. في عام 1810، سجن كريغ الصحفيين العاملين في صحيفة لو كنديان. زُجّ بيير ستانيسلاس بيدار، زعيم الحزب الكندي ومحرر الصحيفة، في السجن. وقد أثار ذلك بلبلة في الحزب بشأن من سيتولى القيادة.
انتشرت العديد من الشائعات في المستعمرة عن غزو محتمل خلال حرب عام 1812. كان الكنديون الفرنسيون معتمدين على حماية بريطانيا، التي هيّأت قدرًا من الوحدة في المستعمرة خلال فترة الحرب.
في الوقت نفسه، دعا بعض نخبة رجال الأعمال الناطقين بالإنجليزية إلى اتحاد كندا العليا والسفلى لضمان القدرة التنافسية على المستوى الوطني مع اقتصاد الولايات المتحدة الكبير والقوي بشكل متزايد (استلهم بعض المتمردين من نجاح حرب الاستقلال الأمريكية). فضّل الحاكم البريطاني المعيّن جورج رامزي، إيرل دالهوزي، توحيد المستعمرة. في كندا السفلى، نُظِّم الشعور المتنامي بالقومية بين المواطنين الناطقين بالإنجليزية والفرنسية في الحزب الكندي، الذي سمّي بعد عام 1826 بالحزب الوطني.
أصبح جيمس ستيوارت في عام 1811 زعيمًا للحزب الكندي في الجمعية، وانتُخب المصلح لويس جوزيف بابينو رئيسًا لها في كندا السفلى في عام 1815. لم تحظَ الجمعية المنتخبة سوى ببعض السلطة، إذ كان بإمكان كل من المجلس التشريعي والحاكم -جميعهم عيّنتهم الحكومة البريطانية- نقض قراراتها. سرعان ما اختلف دالهوزي وبابينو حول مسألة توحيد كندا. أجبر دالهوزي على إجراء انتخابات عام 1827، بدلاً من قبول بابينو رئيسًا للجمعية. أخطأ دالهوزي عندما أمل أن يتغيّر الأعضاء المنتخَبون ثم قرر تأجيل البرلمان. ردّ السكان على ذلك بإرسال عريضة موقعة من 87 ألف شخص إلى لندن ضد دالهوزي. قام المصلحون في إنجلترا بإعادة تعيين دالهوزي في الهند، لكن المجلس التشريعي والجمعية بقيا غير قادرين على التوصل إلى تسوية.
خيّم هدوء قصير من عام 1828 إلى عام 1832، وتمكنت الجمعية من تمرير العديد من القوانين المهمة. نشرت صحيفتا الوطنيين مقالات مثيرة للجدل عن المجلس التشريعي في عام 1832، فاعتُقل رئيسا الصحيفتين كلاهما. أثار ذلك توترًا كبيرًا لدى السكان ضد الحكومة البريطانية، خاصة عندما أطلق الجيش النار على ثلاثة أشخاص في حشد من الناس خلال انتخابات عام 1832 دون اعتقال أحد.
بعد السماع عن المظالم التسع والتسعين التي قدمها روبرت غورلي، كتب بابينو «القرارات الاثنين والتسعين» بينما كان ينسق سرًا مع كندا العليا. بعد إطلاق النار على المتظاهرين في مونتريال عام 1832، كان على بابينو تقديم قائمة «القرارات» إلى الحاكم نفسه. احتوت الوثيقة التي قُدّمت إلى مجلس النواب في 7 يناير 1834 اثنين وتسعين طلبًا للحكومة البريطانية. بحلول عام 1834، كانت الجمعية قد مرّرت القرارات الاثنين والتسعين، وحدّدت شكاواها ضد المجلس التشريعي. كان الهدف هو تجميع مظالم الشعب جميعها في وثيقة واحدة. وُجِّهت الوثيقة إلى الحكومة البريطانية لإخبارها عن مشاكل المستعمرة. دُعم الوطنيون بأغلبية ساحقة من سكان كندا السفلى المنتمين إلى أصول مختلفة. احتشدت تجمعات شعبية في جميع أنحاء المستعمرة للتوقيع على عريضة أُرسلت إلى لندن لإظهار أن الوثيقة نالت تأييدًا شعبيًا. في عام 1834، اكتسح الحزب الوطني الانتخابات بحصوله على أكثر من ثلاثة أرباع الأصوات الشعبية.
عندما تلقت لندن القرارات، طلبت من الحاكم لورد غوسفورد تحليلها. كان في البداية يحاول اجتذاب الوطنيين بعيدًا عن بابينو وتأثيره. ومع ذلك، أنشأ الحاكم ذاتُه ميليشيا مخلصة من المتطوعين لمحاربة الوطنيين. في عام 1836، تمكنت الحكومة من التصويت على بعض الدعم للإدارة أثناء الجمعية لأن أعضاء الجمعية من مدينة كيبك قرروا الوقوف ضد بابينو. لم تدم فترة الهدوء طويلًا، فبعد شهر واحد وجد بابينو تعليمات غوسفورد السرية، التي نصت على أن البريطانيين لم يخططوا أبدًا لقبول القرارات.
ومع ذلك، انقسم الإصلاحيون في كندا السفلى حول عدة قضايا. ترك مصلح معتدل، جون نيلسون، الحزب في عام 1830 وانضم إلى الجمعية الدستورية بعد أربع سنوات. أبعد موقف بابينو المناهض لرجال الدين الإصلاحيين في الكنيسة الكاثوليكية، وأدى دعمه للمدارس العلمانية -بدلًا من الدينية- إلى معارضة الأسقف المؤثر جان جاك لارتيغ، الذي دعا جميع الكاثوليك إلى رفض حركة الإصلاح ودعم السلطات، ما أجبر الكثيرين على الاختيار بين دينهم وقناعاتهم السياسية.
في عام 1837، رفضت قرارات راسل جميع قرارات الوطنيين ومنحت الحاكمَ الحقَ في الحصول على الدعم دون التصويت في الجمعية. وأعلنت أيضًا أن التاج سيستمر في اختيار المجلس التشريعي. تم تبنّي قرارات راسل في وستمنستر بأغلبية ساحقة.